# Listriolobus riukiuensis
Listriolobus riukiuensis är en djurart som tillhör fylumet skedmaskar, och som beskrevs av Satô, H. 1939. Listriolobus riukiuensis ingår i släktet Listriolobus och familjen Echiuridae. Inga underarter finns listade i Catalogue of Life.